# 夜空 (ONE☆DRAFTの曲)
「夜空」（よぞら）は、日本のJ-POPグループ・ONE☆DRAFTの9枚目のシングルである。2010年6月30日発売。発売元はソニー・ミュージックアソシエイテッドレコーズ。

## 概要
- 前作から約3ヶ月ぶりのリリース。

## 収録曲

### CD
1. 夜空
作詞：LANCE、作曲：LANCE・AViA、編曲：Mitsuki Shiokawa
2. 傾奇炎
作詞・作曲：LANCE。編曲：LANCE・DJ MAKKI
3. 学園天国
作詞：阿久悠、作曲：井上忠夫、編曲：Mitsuki Shiokawa
フィンガー5の同名の曲をカバー。グリコ「プリッツ」TV-CM

### DVD
1. 夜空ミュージッククリップ